# روكس بن زائد العزيزي

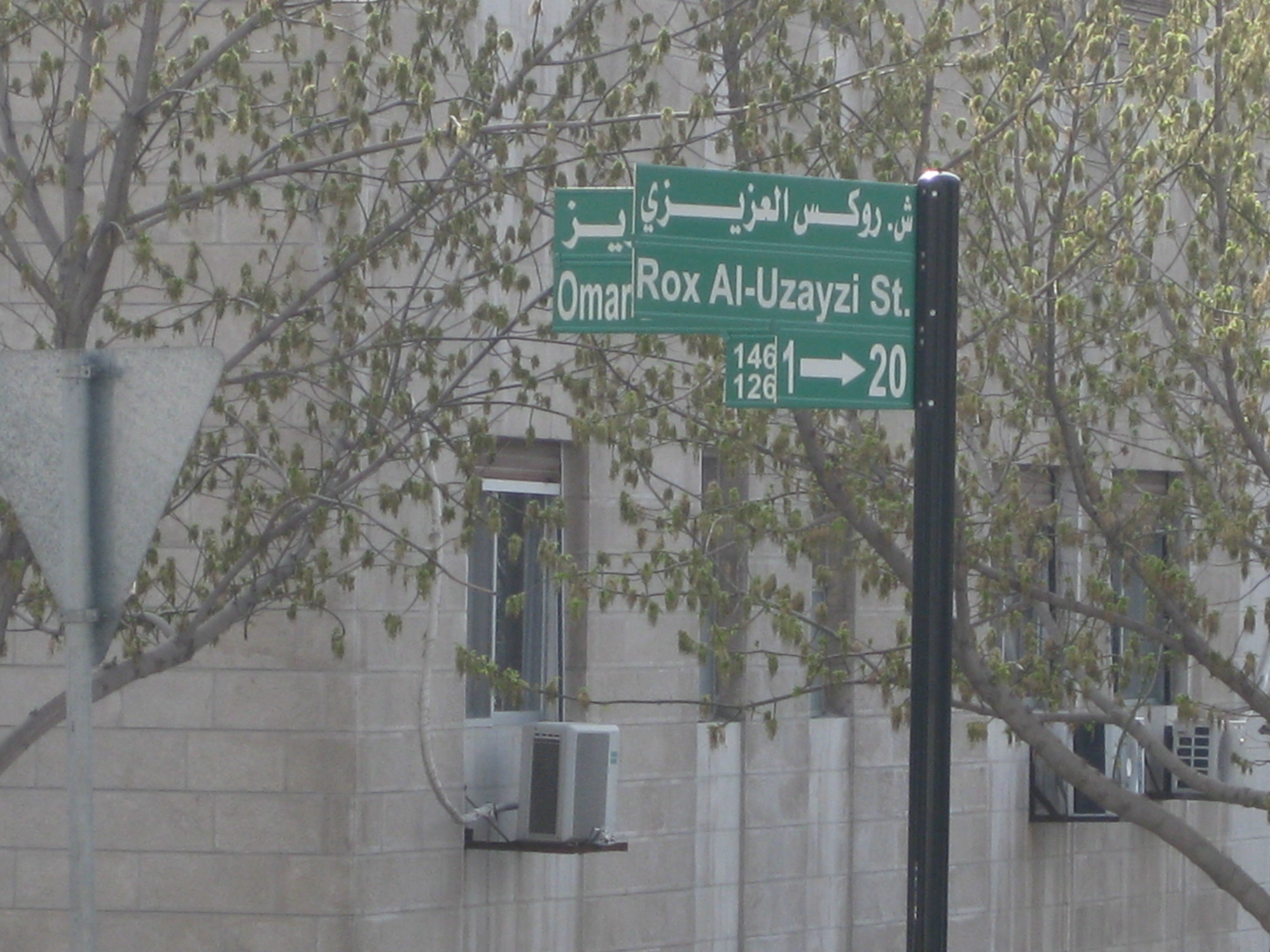
لافتة شارع روكس العزيزي بمدينة عمّان

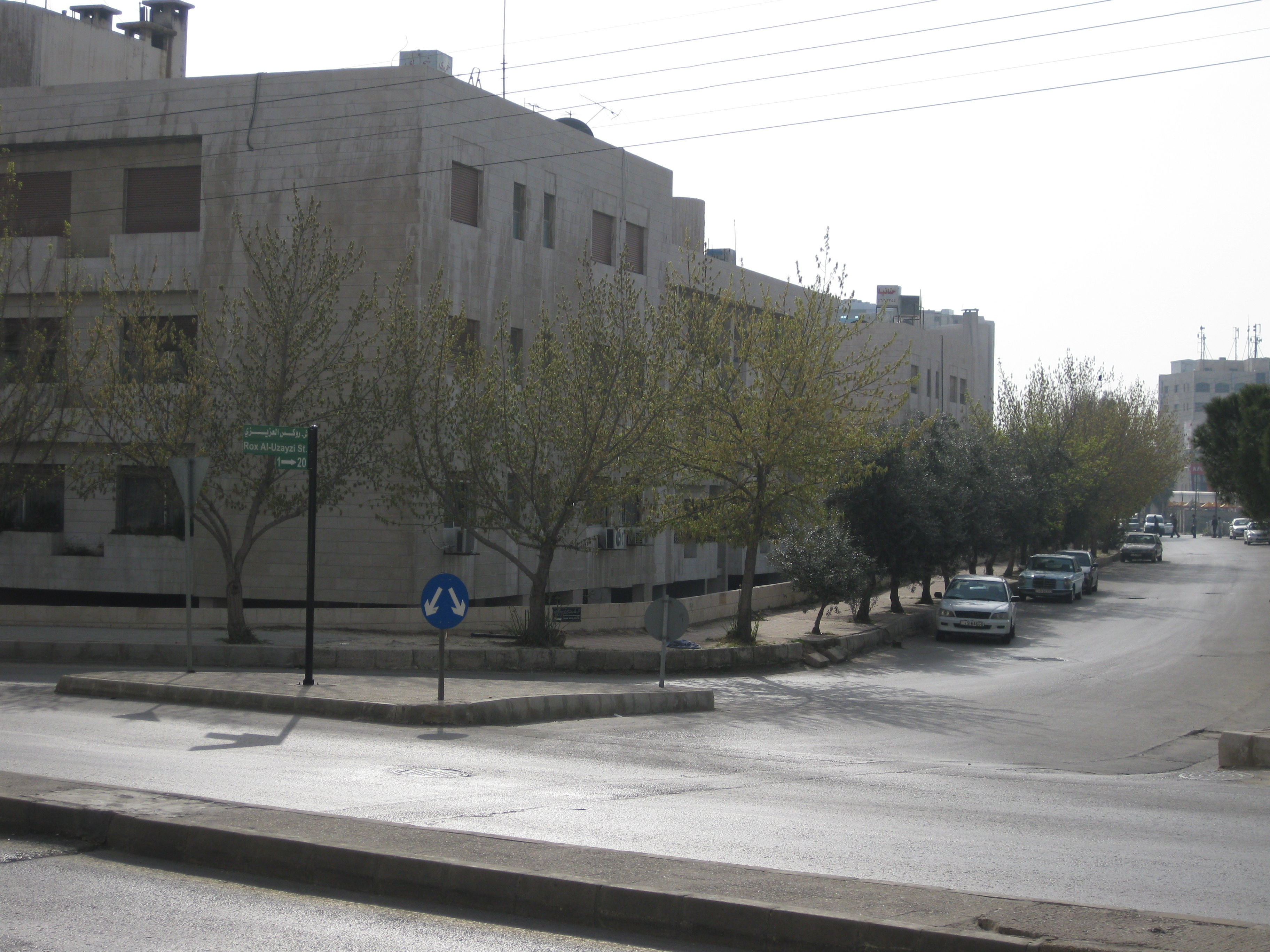
شارع روكس العزيزي بمدينة عمّان

ولد روكس العزيزي الغساني في مدينة مادبا الأردنية عام 1903. وهو من عشائر العزيزات المسيحية الأردنية، ومن أحفاد الغساسنة. وقد تعلم روكس في مدارس اللاتين، واشتغل بالتدريس فترة، ولكنه لم يلبث أن هجر التدريس وانتقل إلى سلك الكتابة الأدبية. توفي في 21 ديسمبر 2004. تكريما له أطلقت أمانة عمّان اسمه على أحد شوارعها.

## عمله
ترك المدرسة عام 1914 عند بداية الحرب العالمية الأولى، ودرسه مدرسان في البيت أحضرهما له والده، أحدهما درّسه الإنجليزية والآخر درسه الفرنسية. بدأ بتدريس اللغة العربية في مدرسة اللاتين في مادبا عام 1918. وحين تركها عام 1942 التحق بسلك التدريس ثانية في كلية الترسنطة في القدس ليدرس الأدب العربي واستمر فيها حتى عام 1948. رجع ليعمل في التدريس ثانية في مادبا واستمر حتى عام 1974.

## نشاطه الأدبي
أصدر نحو ثمانين كتاباً، منها: قاموس اللهجات والأوابد الأردنية، ومعلمة للتراث الأردني، وسلسلة المنهل في تاريخ الأدب العربي، وسلسلة الزنابق. وله دراسات عن العشائر الأردنية وقصص مستوحاة من الصحراء. تواصل روكس مع كثيرين من أعلام عصره كشيخ العروبة أحمد زكي باشا والدكتور أحمد زكي أبو شادي رائد جماعة أبولو الشعرية.
- كان أول مراسل صحفي أردني لجريدة الأحوال اللبنانية.
- كان رئيس رابطة الكتاب الأردنيين عام 1976.
- ممثل الرابطة الدولية لحقوق الإنسان في الأردن منذ عام 1956 حتى وفاته.
- عضوية شرف في مجمع اللغة العربية الأردني.

## مؤلفاته
روکس کاتب غزير التالیف ومن أشهر تصانیفه کتاب «أسد الإسلام وقدّيسه» وهو کتاب جمیل والعمیق فی سیرة علي بن أبي طالب واحواله. طبع عدة مرات وترجم الی العدید من اللغات منها الفارسیه.

## مؤلفات أنتجت درامياً
ومن أهم أعماله التي تم إنتاجها درامياً، وهي جميعاً من إخراج صلاح أبو هنود:
- نمر العدوان.
- رجم الغريب.
- محاكم بلا سجون.

## جوائز وأوسمة
- وسام التربية والتعليم.[3]
- وسام الصليب الأبيض.
- شهادة يوبيل الملك حسين في الأدب عام1977.
- وثيقة التقدير الذاتية عن أعماله المتميزة عام 1982.
- جائزة الدولة التقديرية في مجال الآداب.
- وسام الحسين للعطاء المتميز.